# یاسپر د بویست
یاسپر د بویست (انگلیسی: Jasper De Buyst؛ زادهٔ ۲۴ نوامبر ۱۹۹۳) دوچرخه‌سوار اهل بلژیک است.
از باشگاه‌هایی که در آن بازی کرده‌است می‌توان به اسپورت فلاندر-بالوزه و تیم لوتو–سودال اشاره کرد.
وی در مسابقات کشوری و بین‌المللی در مجموع برندهٔ ۱ مدال برنز شده‌است.